# Vingt-Hanaps
Vingt-Hanaps est une ancienne commune française, située dans le département de l'Orne en région Normandie. En 2016, elle a fusionné avec deux autres pour former la commune nouvelle d’Écouves. La fusion devient totale le 8 décembre 2016.

## Géographie
La commune est au cœur de la campagne d'Alençon, en lisière orientale de la forêt d'Écouves. Son bourg est à 10 km au sud de Sées et à 12 km au nord d'Alençon.
| Saint-Gervais-du-Perron, Le Bouillon (par un angle) | Saint-Gervais-du-Perron | Saint-Gervais-du-Perron |
| Radon                                               | Vingt-Hanaps            | Ménil-Erreux            |
| Radon                                               | Forges                  | Larré                   |

## Toponymie
Le nom de la localité est attesté sous les formes Vishenas en 1108, Vianass en 1202 et 1220, et Viginticiphi vers 1335.
L'étymologie est obscure, ces graphies dissuadant d'une origine liée à vingt et à hanap. Charles Rostaing propose l'hypothèse d'un composé gaulois de vidu-, « bois », et ana-, « marais ». La commune se trouve à cheval entre la vaste forêt d’Écouves et la plaine alluviale de la Sarthe, parcourue par de nombreux ruisseaux. La forme actuelle proviendrait d’une mauvaise transcription du toponyme initial, dont le sens s'est perdu, tout d’abord du gaulois au latin[réf. nécessaire], donnant Viginticiphi sous l’effet d’une confusion avec le chiffre vingt et le terme hanap qui désignait un vase à boire au Moyen Âge, puis du latin au français.
Le gentilé est Vingt-Hanapsien.

## Histoire
En 1820, Vingt-Hanaps (313 habitants en 1821) absorbe Feugerets (198 habitants), à l'ouest de son territoire.
Le 1er janvier 2016, elle fusionne avec Forges et Radon pour former la commune nouvelle d'Écouves. De janvier 2016 à décembre 2016, elle a le statut de commune déléguée, statut supprimé le 18 décembre 2016.

## Politique et administration
| Période                                  | Période       | Identité         | Étiquette | Qualité          |
| ---------------------------------------- | ------------- | ---------------- | --------- | ---------------- |
| juin 1995                                | mars 2008     | Philippe Bouvier | SE        |                  |
| mars 2008                                | décembre 2015 | Patrice Lambert  | SE        | Cadre commercial |
| Les données manquantes sont à compléter. |               |                  |           |                  |

## Démographie
En 2019, la commune comptait 397 habitants. Depuis 2004, les enquêtes de recensement dans les communes de moins de 10 000 habitants ont lieu tous les cinq ans (en 2006, 2011, 2016, etc. pour Vingt-Hanaps) et les chiffres de population municipale légale des autres années sont des estimations.
Vingt-Hanaps a compté jusqu'à 511 habitants en 1821 et en 1866.
| 1793 | 1800 | 1806 | 1821 | 1836 | 1841 | 1846 | 1851 | 1856 |
| ---- | ---- | ---- | ---- | ---- | ---- | ---- | ---- | ---- |
| 215  | 255  | 293  | 313  | 471  | 493  | 494  | 502  | 468  |

| 1861 | 1866 | 1872 | 1876 | 1881 | 1886 | 1891 | 1896 | 1901 |
| ---- | ---- | ---- | ---- | ---- | ---- | ---- | ---- | ---- |
| 484  | 511  | 502  | 477  | 467  | 449  | 431  | 420  | 454  |

| 1906 | 1911 | 1921 | 1926 | 1931 | 1936 | 1946 | 1954 | 1962 |
| ---- | ---- | ---- | ---- | ---- | ---- | ---- | ---- | ---- |
| 438  | 470  | 393  | 362  | 353  | 370  | 356  | 331  | 320  |

| 1968 | 1975 | 1982 | 1990 | 1999 | 2006 | 2011 | 2016 | 2019 |
| ---- | ---- | ---- | ---- | ---- | ---- | ---- | ---- | ---- |
| 323  | 301  | 374  | 390  | 422  | 433  | 476  | 442  | 397  |

| 1793 | 1800 | 1806 | 1821 |
| ---- | ---- | ---- | ---- |
| 210  | 186  | 177  | 198  |

## Culture locale et patrimoine

### Lieux et monuments
- Église Notre-Dame-de-l'Assomption (XIXe siècle).
- Château des Noyers.
- Le château d'eau, réalisé par Paule Adeline, ancienne élève de l'École régionale des beaux-arts de Rouen.
- Forêt d'Écouves (ouest du territoire).
- Bornes de la forêt d'Écouves.